# Ada, Oklahoma
Ada är en stad i den amerikanska delstaten Oklahoma med en yta av 40,8 km² och en folkmängd, som uppgår till 16 008 invånare (2000). Ada är administrativ huvudort i Pontotoc County. Oklahoma. Ada fick stadsrättigheter år 1901.